# Jasmin Dizdar
Jasmin Dizdar (Zenica, 8. jun 1961) bosanskohercegovački je filmski scenarista i režiser.

## Biografija
U rodnoj Zenici je završio osnovnu školu i gimnaziju. Kao srednjoškolac postaje član zeničkog kino kluba gdje režira kratke filmove za koje je nagrađivan na filmskim festivalima širom bivše Jugoslavije. Bio je član Predsjedništva Udruženja filmskih radnika Bosne i Hercegovine u Sarajevu.
Studira režiju na filmskoj akademiji (FAMU) u Pragu gdje pravi niz zapaženih studentskih filmova. Češki filmski režiser (dobitnik Oskara za film Trgovina na korzu) Elmar Klos dodjeljuje nagradu žirija Jasminovom studentskom filmu Tišina. U tom filmu glavnu ulogu igra legendarni češki režiser František Vlačil dok u sporednim ulogama igraju poznata glumica Miloša Formana iz filma Ljubavi jedne plavuše — Milada Ježkova i poznati češki glumac (dobitnik češke nagrade za životno djelo) Josef Somr. Tišina je jedan od rijetkih studentskih filmova zaštićen kao narodna baština u češkom državnom arhivu. Jasminov posljednji studentski film Rodni dom predstavlja FAMU na Internacionalnom studentskom festivalu u Karlovim Varima. Jasmin Dizdar završava filmske studije publikacijom knjige o češkom i američkom filmskom režiseru Milošu Formanu Audicija za režisera (Prag, 1990). Ova knjiga je publicirana u rekordnom tiražu od pedeset hiljada kopija.
Prije povratka u Sarajevo gdje je planirao da nastavi filmsku karijeru Jasmin Dizdar odlučuje da provede godinu dana u Zapadnoj Evropi. Odlazi u Pariz a potom u London gdje ga zatiče rat u bivšoj Jugoslaviji. Piše scenarije za televiziju BBC, BBC Radio 4 i predaje Istočnoevropsku kinematografiju na Univerzitetu u Voriku.
1993. godine Jasmin dobija britansko državljanstvo i mijenja prezime Dizdarević na prezime svog djede — Dizdar. Posljeratno jugoslovensko sirotište je dodalo „ević” originalnom prezimenu Jasminovog oca kao što je to bila praksa sa djecom koja su izgubila oba roditelja u Drugom svjetskom ratu.
Jasmin Dizdar debituje igranim filmom Divni ljudi (engl. Beautiful People) na Filmskom festivalu u Kanu 1999. godine. Film dobija ovacije kanske publike i nagradu za najbolji film u kategoriji „Un Certain Regard”. New York Time Magazine proglašava Divne Ljude za „najbolji film novog milenijuma” dok su za The New York Times Divni Ljudi „...ljubavna pjesma ljudskoj dobroti”.
Kratki film Mamma Roma (2006) Jasmin Dizdar je napisao i režirao za francuski dugometražni omnibus film Evropljani. Dizdar je namjerno nazvao svoj kratki film isto kao Pjer Paolo Pazolinijev film Mamma Roma (1962) kao simboličnu gestu protiv zaboravljanja i omaložavanja filmske istorije.

## Spoljašnje veze
- Jasmin Dizdar na sajtu  (jezik: engleski)
- Filmografija Архивирано на веб-сајту  (2. март 2012) na sajtu  (језик: енглески)